# Saponificação

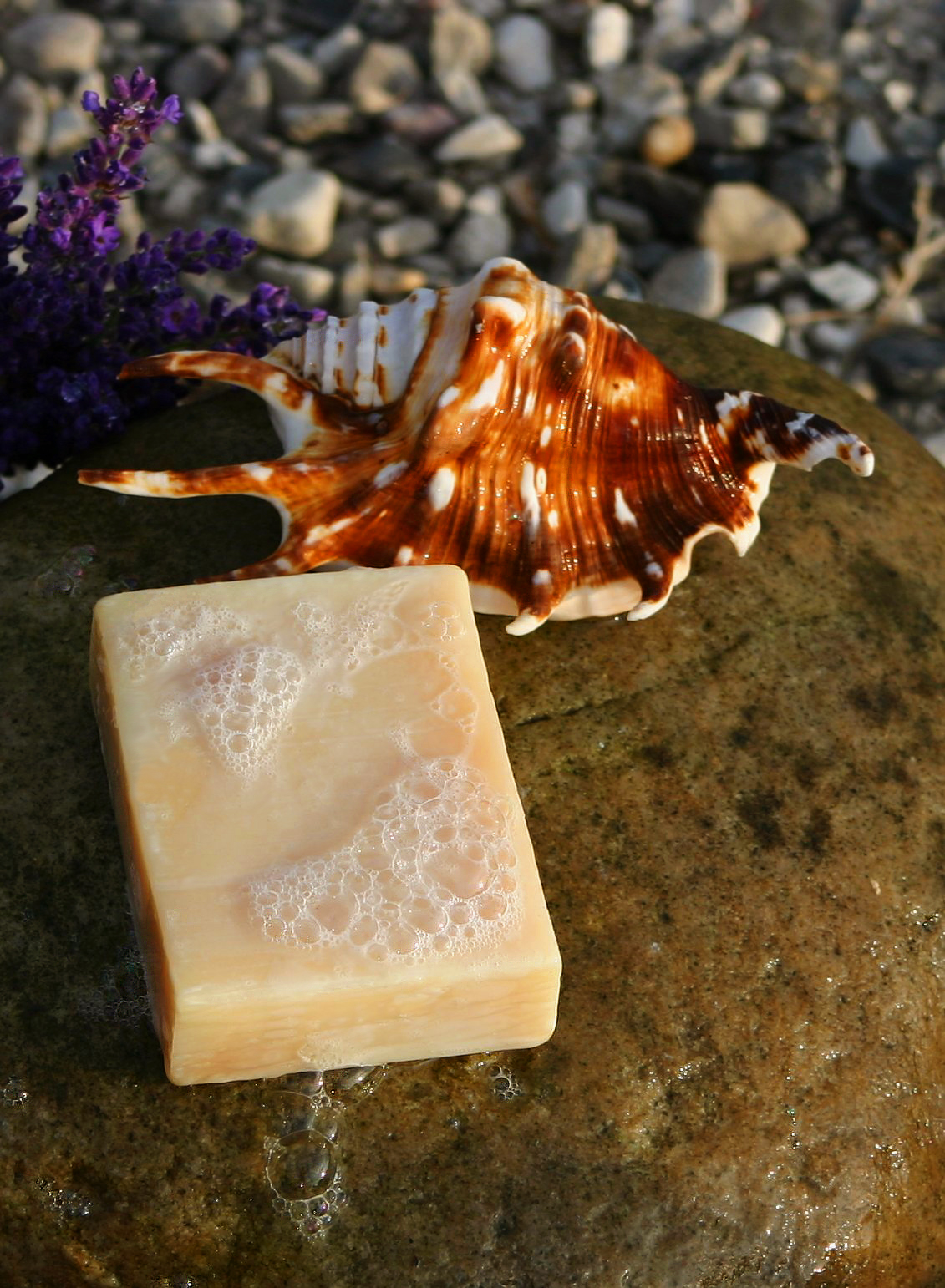
Sabão caseiro com extrato de urtiga-comum (Urtiga dioica).

Saponificação é o processo de fabricação de sabão. Consiste na hidrólise básica de lípideos, mais precisamente triglicerídeos (óleos vegetais ou gorduras) mediante a adição de uma base forte e facilitada com aquecimento. Cada molécula de triglicerídeo se quebra em uma molécula de glicerina e em seus três ácidos graxos correspondentes. O sabão resultante é um sal de ácido carboxílico e, por possuir uma longa cadeia carbônica em sua estrutura molecular, é capaz de se solubilizar tanto em meios polares quanto em meios apolares. Além disso, o sabão é um tensoativo, reduzindo a tensão superficial da água e fazendo com que ela "molhe melhor" as superfícies.

## Reação
A reação básica de saponificação pode ser representada pela seguinte equação:
- Éster de ácido graxo + base forte → álcool + sal de ácido graxo (sabão)

No exemplo abaixo, a reação ocorre com a soda cáustica (hidróxido de sódio, NaOH), sendo um processo muito usado industrialmente e em nível doméstico. Os radicais R1, R2 e R3 representam cadeias carbônicas longas, características de ácidos graxos.
Se for utilizada uma base composta por sódio (Na), o sabão formado será chamado de sabão duro. Se no lugar de sódio tiver potássio (K), o sabão passará a ser chamado de sabão mole.